# Vladimir Turković
Barun Vladimir Turković (Karlovac, 1878. – Zagreb, 1951.), bio je hrvatski pravnik, bankar i plemić iz obitelji Turković Kutjevski. 

## Životopis
Turković je najstariji sin kutjevskog baruna Petra Dragana, predsjednika Zagrebačke pivovare i Hrvatske eskomptne banke te kasnije i velikog župana Zagrebačke županije. Završio je srednju školu u Karlovcu, a pravo je završio te stekao doktorat u Beču.
Turković je, s dvojicom braće Davorinom i Velimirom, početkom 1919. godine u Zagrebu osnovao Bankarsku radnju braća Turković, a on je izabran prvo za predsjednika, a kasnije je postao članom tročlanog ravnateljstva. Godine 1920. pretvorena je tvrtka u dioničko društvo s kapitalom od 5 milijuna kruna. Tada je u banku ušla i tvrtka Banac iz Londona. Kasnije je kapital u nekoliko navrata povišen na 10 milijuna dinara. Godine 1922. Banka je stupila u interesnu zajednicu s Prvom hrvatskom štedionicom, koja je početkom 1935. posjedovala 25% dionica, dok je tvrtka Banac imala 15%, a braći Turković preostalo je 60% dionica. Banka bavila se redovnim bankarskim poslovima i financijskim operacijama obitelji Turković. Osim toga obavljala je prodaju belgijskih automobila, motocikala i bicikala iz tvornice Fabrique Nationale de Herstal. Banka je sudjelovala i u nekim trgovačkim, industrijskim, izdavačkim i filmskim poduzećima, a ti su poslovi većim dijelom završili s gubitcima. Godine 1941. promijenjen je naziv u Banka braće Turković. Godine 1946. Turković je brisan iz ravnateljstva, a Banka je ušla u proces likvidacije koje je završen dvije godine kasnije.
Turković je bio i narodni zastupnik u Hrvatskom saboru i u Zajedničkom saboru u Budimpešti. Odlikovan je Redom svetog Save trećeg stupnja.
Nakon smrti njegova oca, Turković je utemeljio Zakladu Petra Dragana baruna Turkovića koju je pri Matici hrvatskoj u svoje i u ime svoje braće.

## Brak i potomstvo
Turković se 1911. godine oženio Veronicom Verom Gorup, kćerkom Josipa Gorupa pl. Slavinjskog. Imali su dvije kćeri, Darinku (rođenu 1913.) i Mariju (rođenu 1919.). Najmlađa Veronicina sestra, Štefanija, bila je u braku s Vladimirovim mlađim bratom Davorinom.